# Khai Viễn
Khai Viễn (tiếng Trung: 开远市), Hán Việt: Khai Viễn thị là một thành phố cấp huyện tại Châu tự trị dân tộc Cáp Nê, Di Hồng Hà, tỉnh Vân Nam, Cộng hòa Nhân dân Trung Hoa. Khai Viễn có diện tích 1.946,91 km², dân số 299.000. Khai Viễn có khí hậu ôn hòa. Hoa giấy được chọn làm hoa biểu tượng. Khai Viễn có Nam Động, Công viên Lô Giang có phong cảnh đẹp. Khoáng sản được khai thác chủ yếu tại đây là than đá.

## Dân cư
Khai Viễn có dân số khoảng 299.000 người, trong đó khoảng 156.000 người (52 %) thuộc về các dân tộc ít người, bao gồm các dân tộc như Di, Tráng, Miêu, và Hồi.

## Địa lý
Điểm cao nhất tại Khai Viễn đạt 2.775.6 m còn điểm thấp nhất đạt 950 m trên mực nước biển. Nhiệt độ trung bình hàng năm đạt 19,9 °C.

## Văn hóa
Khai Nguyên được coi là nơi có truyền thống võ thuật cổ truyền lâu đời và đây chính là nơi tổ chức đại hội võ thuật cổ truyền toàn Trung Quốc lần đầu tiên năm 2006.

## Kinh tế
Khai Viễn là thành phố công nghiệp, và có nhiều vấn đề về môi trường gây sự chú ý. Mục tiêu của chính quyền đô thị này là "xây dựng một đô thị thịnh vượng với cơ sở công nghiệp sinh thái". Khai Viễn cũng là nơi đặt Viện Khoa học Nông nghiệp Vân Nam.
Với sự phê chuẩn của chính quyền trung ương, tỉnh Vân Nam đã thành lập khu thử nghiệm phát triển kinh tế tư nhân nhỏ tại Khai Viễn.